# 三星Galaxy A50
三星Galaxy A50是三星電子制造的智慧型手機。三星Galaxy A50採用三個後置鏡頭、19.5:9比例的Super AMOLED螢幕、Exynos 9610晶片(由6GB RAM、128GB內部儲存空間組成)。亦支援最高512GB的Micro SD擴充和USB Type C快速充電。三星Galaxy A50仍然保留3.5mm耳機孔。